# Tào Kiến Minh
Tào Kiến Minh (tiếng Trung: 曹建明; bính âm: Cáo Jiànmíng; sinh ngày 24 tháng 9 năm 1955) là giáo sư, thạc sĩ luật học, chính khách nước Cộng hòa Nhân dân Trung Hoa. Ông hiện là Ủy viên Ban Chấp hành Trung ương Đảng Cộng sản Trung Quốc khóa XIX, Phó Ủy viên trưởng Ủy ban Thường vụ Đại hội Đại biểu Nhân dân Toàn quốc. Ông từng là Kiểm sát trưởng Viện Kiểm sát Nhân dân Tối cao Trung Quốc và Phó Bí thư tổ Đảng Tòa án Nhân dân Tối cao, Phó Chánh án Thường trực Tòa án Nhân dân Tối cao Trung Quốc.

## Tiểu sử

### Thân thế
Tào Kiến Minh sinh ngày 24 tháng 9 năm 1955 tại Thượng Hải, ông là người Nam Thông, tỉnh Giang Tô.

### Giáo dục
Năm 1979 đến năm 1983, Tào Kiến Minh theo học chuyên ngành pháp luật tại Học viện Chính trị Pháp luật Hoa Đông ở Thượng Hải.
Năm 1983 đến năm 1986, ông nghiên cứu sinh thạc sĩ chuyên ngành luật quốc tế khoa luật quốc tế tại Học viện Chính trị Pháp luật Hoa Đông.
Tháng 3 đến tháng 5 năm 2001, ông theo học lớp nâng cao cán bộ cấp tỉnh bộ tại Trường Đảng Trung ương Đảng Cộng sản Trung Quốc.

### Sự nghiệp
Tháng 12 năm 1973, Tào Kiến Minh gia nhập Đảng Cộng sản Trung Quốc.
Năm 1986, sau khi tốt nghiệp, ông ở lại học viện làm giáo viên khoa luật quốc tế Học viện Chính trị Pháp luật Hoa Đông và được cử làm người phụ trách khoa. Năm 1986 đến năm 1995, Tào Kiến Minh lần lượt được bổ nhiệm giữ chức vụ Phó Chủ nhiệm khoa luật quốc tế, Chủ nhiệm khoa luật quốc tế, giảng viên, Phó Giáo sư và Giáo sư của Học viện Chính trị Pháp luật Hoa Đông. Năm 1988 đến năm 1989, Tào Kiến Minh là học giả mời đến Viện luật học, Đại học Ghent, Bỉ ở Châu Âu. Từ tháng 7 đến tháng 12 năm 1990, ông giảng bài tại 
Đại học San Francisco, Hoa Kỳ.
Năm 1995, ông được bổ nhiệm làm Phó Bí thư Đảng ủy Học viện, Phó Viện trưởng Thường trực Học viện Chính trị Pháp luật Hoa Đông. Năm 1997, ông được bổ nhiệm giữ chức Phó Bí thư Đảng ủy Học viện, Viện trưởng Học viện Chính trị Pháp luật Hoa Đông. Tháng 10 năm 1998, ông được phân công chủ trì công tác Đảng ủy Học viện. Tháng 11 năm 1999, Tào Kiến Minh được Ủy ban Thường vụ Đại hội Đại biểu Nhân dân Toàn quốc khóa IX bổ nhiệm làm Phó Chánh án Tòa án Nhân dân Tối cao Trung Quốc, thành viên tổ Đảng Tòa án Nhân dân Tối cao đồng thời ông cũng kiêm nhiệm chức vụ Bí thư Đảng ủy, Viện trưởng Học viện Quan tòa Quốc gia. Tháng 8 năm 2002, Tào Kiến Minh được phân công làm Phó Bí thư tổ Đảng Tòa án Nhân dân Tối cao, Phó Chánh án Thường trực Tòa án Nhân dân Tối cao Trung Quốc, hàm tương đương Bộ trưởng kiêm Bí thư Đảng ủy, Viện trưởng Học viện Quan tòa Quốc gia. Ngày 21 tháng 10 năm 2007, tại Đại hội Đảng Cộng sản Trung Quốc lần thứ 17, Tào Kiến Minh được bầu làm Ủy viên Ban Chấp hành Trung ương Đảng Cộng sản Trung Quốc khóa XVII.
Ngày 16 tháng 3 năm 2008, kỳ họp thứ nhất Đại hội đại biểu Nhân dân toàn quốc (Quốc hội Trung Quốc - NPC) khóa 11 đã bầu Tào Kiến Minh giữ chức vụ Kiểm sát trưởng Viện Kiểm sát Nhân dân Tối cao Trung Quốc. Ngày 14 tháng 11 năm 2012, tại Đại hội Đảng Cộng sản Trung Quốc lần thứ 18, Tào Kiến Minh được bầu làm Ủy viên Ban Chấp hành Trung ương Đảng Cộng sản Trung Quốc khóa XVIII. Ngày 15 tháng 3 năm 2013, Tào Kiến Minh được Quốc hội Trung Quốc phê chuẩn tiếp tục làm Kiểm sát trưởng Viện Kiểm sát Nhân dân Tối cao.
Ngày 24 tháng 10 năm 2017, tại Đại hội Đảng Cộng sản Trung Quốc lần thứ XIX, ông được bầu làm Ủy viên Ban Chấp hành Trung ương Đảng Cộng sản Trung Quốc khóa XIX. Ngày 17 tháng 3 năm 2018, phiên họp toàn thể lần thứ năm, trong khuôn khổ kỳ họp thứ nhất Đại hội đại biểu Nhân dân toàn quốc Trung Quốc khóa XIII (tức Quốc hội) đã bầu ông Tào Kiến Minh giữ chức vụ Phó Ủy viên trưởng Ủy ban Thường vụ Đại hội Đại biểu Nhân dân Toàn quốc khóa XIII nhiệm kỳ 2018 đến năm 2023.